# Deverra (planta)
Deverra es un género de plantas perteneciente a la familia de las apiáceas.

## Taxonomía
El género fue descrito por Augustin Pyrame de Candolle y publicado en Collection de mémoires 45. 1829. La especie tipo es: Deverra aphylla DC. 		

## Especies aceptadas
A continuación se brinda un listado de las especies del género Deverra (planta) aceptadas hasta julio de 2013, ordenadas alfabéticamente. Para cada una se indica el nombre binomial seguido del autor, abreviado según las convenciones y usos.
- Deverra battandieri (Maire) Podlech
- Deverra burchellii (DC.) Eckl. & Zeyh.
- Deverra denudata (Viv.) Pfisterer & Podlech
- Deverra juncea Ball
- Deverra reboudii Coss. & Durieu
- Deverra scoparia Coss. & Durieu
- Deverra tortuosa DC.
- Deverra triradiata Hochst. ex Boiss.